# Allophylus haitiensis
Allophylus haitiensis là một loài thực vật có hoa trong họ Bồ hòn. Loài này được Radlk. & Ekman mô tả khoa học đầu tiên năm 1927.